# Vijasce
Vijasce (nemško Wigasnitz) je naselje v Občini Žitara vas v Okraju Velikovec na Koroškem v Avstriji.